# Toearegtalen
Toeareg (Tamasheq/Tamajaq/Tamahaq) is een Berbertaal of familie van talen gesproken door de Toearegs in vele delen van Mali, Niger, Algerije, Libië en Burkina Faso (met enkele sprekers van Kinnin ook in Tsjaad)

## Beschrijving
Andere Berbertalen en Tamashaq zijn onderling vrij goed verstaanbaar, en worden in het algemeen als een enkele taal beschouwd; zij worden voornamelijk onderscheiden door enkele klankverschuivingen, met name de z en de h. De talen zijn uitzonderlijk behoudend in sommige aspecten; zij behouden twee korte klinkers waar noordelijke Berbertalen er één of geen hebben, en hebben een veel kleiner percentage Arabische leenwoorden dan andere Berbertalen. Zij worden traditioneel geschreven in het inheemse Tifinagh schrift, maar het Arabische schrift wordt ook gebruikt (sinds de middeleeuwen), het Latijnse schrift is officieel in Mali en Niger:

### Alfabet tamasheq (Mali)
In Mali heeft het alfabet tamasheq een officiële status sinds 26 mei 1967; enige wijzigingen werden doorgevoerd op 19 juli 1982.
| Alfabet tamasheq (Mali, 1982) | Alfabet tamasheq (Mali, 1982) | Alfabet tamasheq (Mali, 1982) | Alfabet tamasheq (Mali, 1982) | Alfabet tamasheq (Mali, 1982) | Alfabet tamasheq (Mali, 1982) | Alfabet tamasheq (Mali, 1982) | Alfabet tamasheq (Mali, 1982) | Alfabet tamasheq (Mali, 1982) | Alfabet tamasheq (Mali, 1982) | Alfabet tamasheq (Mali, 1982) | Alfabet tamasheq (Mali, 1982) | Alfabet tamasheq (Mali, 1982) | Alfabet tamasheq (Mali, 1982) | Alfabet tamasheq (Mali, 1982) | Alfabet tamasheq (Mali, 1982) | Alfabet tamasheq (Mali, 1982) | Alfabet tamasheq (Mali, 1982) | Alfabet tamasheq (Mali, 1982) | Alfabet tamasheq (Mali, 1982) | Alfabet tamasheq (Mali, 1982) | Alfabet tamasheq (Mali, 1982) | Alfabet tamasheq (Mali, 1982) | Alfabet tamasheq (Mali, 1982) | Alfabet tamasheq (Mali, 1982) | Alfabet tamasheq (Mali, 1982) | Alfabet tamasheq (Mali, 1982) | Alfabet tamasheq (Mali, 1982) | Alfabet tamasheq (Mali, 1982) | Alfabet tamasheq (Mali, 1982) | Alfabet tamasheq (Mali, 1982) | Alfabet tamasheq (Mali, 1982) | Alfabet tamasheq (Mali, 1982) | Alfabet tamasheq (Mali, 1982) | Alfabet tamasheq (Mali, 1982) | Alfabet tamasheq (Mali, 1982) |
| ----------------------------- | ----------------------------- | ----------------------------- | ----------------------------- | ----------------------------- | ----------------------------- | ----------------------------- | ----------------------------- | ----------------------------- | ----------------------------- | ----------------------------- | ----------------------------- | ----------------------------- | ----------------------------- | ----------------------------- | ----------------------------- | ----------------------------- | ----------------------------- | ----------------------------- | ----------------------------- | ----------------------------- | ----------------------------- | ----------------------------- | ----------------------------- | ----------------------------- | ----------------------------- | ----------------------------- | ----------------------------- | ----------------------------- | ----------------------------- | ----------------------------- | ----------------------------- | ----------------------------- | ----------------------------- | ----------------------------- | ----------------------------- |
| A                             | Ă                             | B                             | D                             | Ḍ                             | E                             | Ǝ                             | F                             | G                             | Ɣ                             | H                             | Ḥ                             | I                             | J                             | K                             | L                             | Ḷ                             | M                             | N                             | Ŋ                             | O                             | Q                             | R                             | S                             | Ṣ                             | Š                             | T                             | Ṭ                             | U                             | W                             | X                             | Y                             | Z                             | Ž                             | Ẓ                             | ʔ                             |
| a                             | ă                             | b                             | d                             | ḍ                             | e                             | ǝ                             | f                             | g                             | ɣ                             | h                             | ḥ                             | i                             | j                             | k                             | l                             | ḷ                             | m                             | n                             | ŋ                             | o                             | q                             | r                             | s                             | ṣ                             | š                             | t                             | ṭ                             | u                             | w                             | x                             | y                             | z                             | ž                             | ẓ                             | ʔ                             |

### Alfabet tamajaq (Niger)
In Niger heeft het alfabet tamajaq een officiële status sinds 1999. Het accent circonflexe wordt gebruikt op de klinkers â, ê, î, ô, û.
| Alfabet tamajaq (Niger, 1999) | Alfabet tamajaq (Niger, 1999) | Alfabet tamajaq (Niger, 1999) | Alfabet tamajaq (Niger, 1999) | Alfabet tamajaq (Niger, 1999) | Alfabet tamajaq (Niger, 1999) | Alfabet tamajaq (Niger, 1999) | Alfabet tamajaq (Niger, 1999) | Alfabet tamajaq (Niger, 1999) | Alfabet tamajaq (Niger, 1999) | Alfabet tamajaq (Niger, 1999) | Alfabet tamajaq (Niger, 1999) | Alfabet tamajaq (Niger, 1999) | Alfabet tamajaq (Niger, 1999) | Alfabet tamajaq (Niger, 1999) | Alfabet tamajaq (Niger, 1999) | Alfabet tamajaq (Niger, 1999) | Alfabet tamajaq (Niger, 1999) | Alfabet tamajaq (Niger, 1999) | Alfabet tamajaq (Niger, 1999) | Alfabet tamajaq (Niger, 1999) | Alfabet tamajaq (Niger, 1999) | Alfabet tamajaq (Niger, 1999) | Alfabet tamajaq (Niger, 1999) | Alfabet tamajaq (Niger, 1999) | Alfabet tamajaq (Niger, 1999) | Alfabet tamajaq (Niger, 1999) | Alfabet tamajaq (Niger, 1999) | Alfabet tamajaq (Niger, 1999) | Alfabet tamajaq (Niger, 1999) | Alfabet tamajaq (Niger, 1999) | Alfabet tamajaq (Niger, 1999) | Alfabet tamajaq (Niger, 1999) | Alfabet tamajaq (Niger, 1999) | Alfabet tamajaq (Niger, 1999) | Alfabet tamajaq (Niger, 1999) |
| ----------------------------- | ----------------------------- | ----------------------------- | ----------------------------- | ----------------------------- | ----------------------------- | ----------------------------- | ----------------------------- | ----------------------------- | ----------------------------- | ----------------------------- | ----------------------------- | ----------------------------- | ----------------------------- | ----------------------------- | ----------------------------- | ----------------------------- | ----------------------------- | ----------------------------- | ----------------------------- | ----------------------------- | ----------------------------- | ----------------------------- | ----------------------------- | ----------------------------- | ----------------------------- | ----------------------------- | ----------------------------- | ----------------------------- | ----------------------------- | ----------------------------- | ----------------------------- | ----------------------------- | ----------------------------- | ----------------------------- | ----------------------------- |
| A                             | Ă                             | Ǝ                             | B                             | C                             | D                             | Ḍ                             | E                             | F                             | G                             | Ǧ                             | H                             | I                             | J                             | ǰ                             | Ɣ                             | K                             | L                             | Ḷ                             | M                             | N                             | Ŋ                             | O                             | Q                             | R                             | S                             | Ṣ                             | Š                             | T                             | Ṭ                             | U                             | W                             | X                             | Y                             | Z                             | Ẓ                             |
| a                             | ă                             | ǝ                             | b                             | c                             | d                             | ḍ                             | e                             | f                             | g                             | ǧ                             | h                             | i                             | j                             | ǰ                             | ɣ                             | k                             | l                             | ḷ                             | m                             | n                             | ŋ                             | o                             | q                             | r                             | s                             | ṣ                             | š                             | t                             | ṭ                             | u                             | w                             | x                             | y                             | z                             | ẓ                             |

## Indeling
In het Toeareg wordt de volgende dialecten ingedeeld:
- Noordelijk Toeareg
  - Tamahaq/Tahaggart (Tămahăqq/Tăhăggart, Algerije, Libië, Niger, 62.000)
- Zuidelijk Toeareg
  - Tamascheq (Tămášăqq, Mali, Burkina Faso, 280.000)
  - Tamascheq/Tayart (Tămášăqq, Niger, 250.000)
  - Tamascheq/Tawallammat (Tawəlləmmətt, Niger, 640.000)

## Grammatica
Toearag heeft een VSO-woordvolgorde. Werkwoorden kunnen geordend worden in 19 morfologische categorieën; sommige hiervan kunnen semantisch gedefinieerd worden. Werkwoorden bevatten informatie over het subject van de zin in de vorm van een pronominale markering. Simpele adjectieven bestaan niet in de Toearegtalen; adjectieve concepten worden geuit in een gerelateerde werkwoordvorm die traditioneel ‘participium’ wordt genoemd. De Toearegtalen zijn beïnvloed door noordelijke Songhaytalen zoals Tasawaq, waarvan de sprekers cultureel Toeareg zijn maar variaties van Songhay spreken.